# Šepetivský rajón
Šepetivský rajón (ukrajinsky Шепетівський район) je rajón ve Chmelnycké oblasti na Ukrajině. Hlavním městem je Šepetivka a rajón má přibližně 286 tisíc obyvatel. 

## Města v rajónu
- Izjaslav
- Netišyn
- Polonne
- Slavuta
- Šepetivka